# Ernst Gabor Straus
Ernst Gabor Straus (* 25. Februar 1922 in München; † 12. Juli 1983 in Los Angeles) war ein deutschamerikanischer Mathematiker, der sich unter anderem mit Kombinatorik (Extremale Graphentheorie, Euklidische Ramseytheorie), theoretischer Physik und Analysis beschäftigte. Er publizierte unter anderem gemeinsam mit Albert Einstein und Paul Erdős (Er trägt also die Erdős-Zahl 1).

## Leben
Straus wurde als jüngstes von fünf Kindern des Anwalts Elias Straus und der Ärztin und Frauenrechtlerin Rahel Straus (geborene Goitein) geboren und wurde früh mit der Mathematik vertraut. Der Vater starb 1933, und die Familie floh noch im selben Jahr vor der deutschen Judenverfolgung nach Palästina. Dort wurde Straus an der Hebräischen Universität Jerusalem ausgebildet. Ohne einen Vordiplomabschluss begann er 1941 sein Studium an der Columbia University in New York, wo er 1942 seinen Master-Abschluss machte und dann unter F. J. Murray als Doktorand weiterarbeitete. 1944 bis 1948 war er Assistent von Albert Einstein am Institute for Advanced Study, mit dem er über eine einheitliche Feldtheorie arbeitete, die Gegenstand seiner Doktorarbeit wurde. In Folge wurde er Instructor an der University of California, Los Angeles, was er bis zu seinem Tod durch Herzversagen blieb.
Seine Themengebiete und Interessenschwerpunkte wandelten sich im Laufe seiner Karriere. Angefangen mit Arbeiten um die Relativitätstheorie, begann er eine Vertiefung in die analytische Zahlentheorie, Graphentheorie und Kombinatorik. In der populären Mathematik ist die Erdős-Straus-Vermutung über Stammbrüche der Form 4/n bekannt geworden. Mit Erdös, den er seit seiner Zeit in Princeton kannte, publizierte er 21 Arbeiten. Außerdem veröffentlichte er unter anderem mit Richard Bellman, Béla Bollobás, Sarvadaman Chowla, Ronald Graham, László Lovász, Paul Kelly, Carl Pomerance, George Szekeres und Olga Taussky-Todd.
Ernst Gabor Straus war 1951 bis 1964 Mitherausgeber und 1954 bis 1959 Herausgeber des Pacific Journal of Mathematics.
Er war seit 1944 mit Louise Miller verheiratet, sie haben zwei Söhne.